# Шумоподавитель радиостанции
Шумоподавитель радиостанции (ШП, англ. «Squelch») — система, автоматически отключающая шум эфира или посторонний радиообмен на выходе радиостанции при отсутствии полезного сигнала. Шумоподавитель уменьшает утомление оператора от постороннего шума, экономит источник питания, а также может использоваться для реализации различных дополнительных функций, в частности, для управления ретранслятором (репитером). Как правило, шумоподавитель встроен в схему радиостанции и редко является отдельным законченным блоком. Шумоподавителем оснащаются не все радиостанции. Конструкция и принцип действия шумоподавителя зависит от вида модуляции, диапазона частот и назначения радиостанции.
Амплитудные ШП наиболее просты и применяются в большинстве импортных и отечественных радиостанций, как носимых, так и автомобильных (стационарных). Принцип действия амплитудного ШП заключается в детектировании входного сигнала, снимаемого с последнего УПЧ, и сравнении уровня продетектированного сигнала с порогом, задаваемым органом регулировки ШП.
Принцип действия спектрального ШП заключается не в детектировании абсолютного уровня смеси полезного сигнала и шума (как у амплитудного ШП), а в оценке отношения мощности полезного сигнала к шуму (внешнему и внутреннему). Если это отношение велико, УНЧ открыт, если мало — закрыт. Порог устанавливается органом регулировки чувствительности ШП.
Спектральный ШП более сложен в реализации, но при установке высокого уровня чувствительности у спектрального ШП существенно меньше ложных срабатываний (при отсутствии полезного сигнала), чем у амплитудного ШП, особенно в диапазоне 27 МГц (Си-Би), в котором уровень внешнего шума, обусловленный атмосферными и индустриальными помехами, солнечной активностью и т. д. значительно изменяется с течением времени или при смене местоположения.